# Феррейра, Флавиу
Флавио Ньньеш Феррейра (порт. Flávio Nunes Ferreira; родился 19 октября 1991 года в Оливейра-ду-Ошпитал, Португалия) — португальский футболист, центральный защитник.

## Клубная карьера
Феррейра выпускник футбольной школы клуба «Академика». В 2009 году он был включен в заявку команды на участие в чемпионате Португалии, но сразу же был отдан в аренду в клуб «Турезеше», а затем в «Спортинг» Ковильян. 15 августа 2011 года в матче против «Униан Лейрия» Флавио дебютировал за «Академику». 25 ноября 2012 года в поединке против «Жил Висенте» он забил дебютный гол за команду.
Летом 2013 года Феррейра перешёл в испанскую «Малагу». 12 января 2014 года в матче против «Леванте» он дебютировал в Ла Лиге, заменив во втором тайме Велигтона.